# حمض مايكوليك

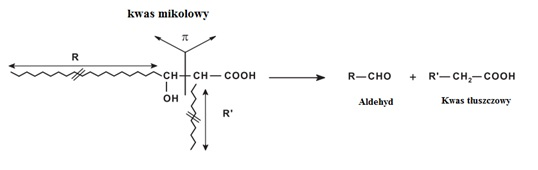
بنية حمض مايكوليك

حمض مايكوليك (بالإنجليزية: Mycolic acid)‏ وهو حمض دهني طويل يتواجد في الجدران الخلوية للمتفطرة أصنوفة، وهي مجموعة من البكتيريا والتي تشمل المُتفطرة السلية، حيث تُعتبر المُسبب الرئيسي للإصابة بمرض السل.